# Scopula jejuna
Scopula jejuna là một loài bướm đêm trong họ Geometridae.